# Édouard Roche

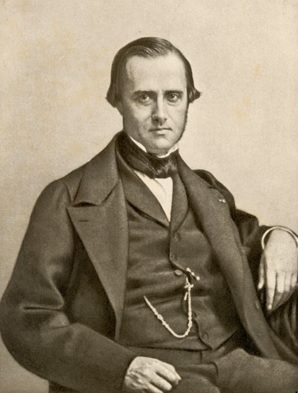
Édouard Roche

Édouard Albert Roche (Montpellier, 17 oktober 1820 — ?, 18 april 1883) was een Franse astronoom.
Hij is bekend geworden door onder andere zijn Rochelimiet en het ongerelateerde concept van de Rochelob. Het concept van de Rochelob is heel nuttig bij berekeningen aan dubbelsterren. Roche opperde ook dat de ringen van Saturnus ooit een maantje was dat uit elkaar gevallen is door de getijdenwerking van Saturnus, zie Rochelimiet.